# 다카라즈카 가극단 95기생
다카라즈카 가극단 95기생은 2007년 4월에 다카라즈카 음악학교에 입학, 2009년 3월에 다카라즈카 가극단에 입학한 45명을 가리킨다.

## 개요
2007년 음악학교 수험자 수 863명, 합격자 45명, 경쟁률 19.18:1이었다. 최근에는 금세기 최소 경쟁률이 된 109기생의 17.4:1를 뒤잇는 저경쟁률이 된다.
초무대의 연목은 야마토 유우가, 히즈키 하나 톱 콤비 퇴단공연인 소라구미 「장미에 내리는 비／Amour 그것은…」이다.
| 신인공연        | 바우홀          | 동상공연        | 시어터드라마시티 | 전국투어      | 하카타좌      | 대극장        | 에트와르        |
| --------------- | --------------- | --------------- | ---------------- | ------------- | ------------- | ------------- | --------------- |
| 미나미 마이토   | 미나미 마이토   | 유즈카 레이     | 사쿠라기 미나토  | 유즈카 레이   | 미나미 마이토 | 레이미 우라라 | 츠키시로 카나토 |
| 유즈카 레이     | 유즈카 레이     | 츠키시로 카나토 |                  | 레이 마코토   |               |               | 사쿠라기 미나토 |
| 츠키시로 카나토 | 츠키시로 카나토 | 아사미 준       |                  | 레이미 우라라 |               |               | 마나키 레이카   |
| 아사미 준       | 아사미 준       | 레이 마코토     |                  |               |               |               | 하루네 아키     |
| 레이 마코토     | 레이 마코토     | 마나키 레이카   |                  |               |               |               | 아이 스미레     |
| 세오 유리아     | 세오 유리아     | 호시노 안리     |                  |               |               |               | 히나미 후우     |
| 사쿠라기 미나토 | 사쿠라기 미나토 | 히나미 후우     |                  |               |               |               | 미사키 리온     |
| 마나키 레이카   | 마나키 레이카   | 미사키 리온     |                  |               |               |               | 아야카 마리     |
| 호시노 안리     | 호시노 안리     | 레이미 우라라   |                  |               |               |               |                 |
| 히나미 후우     | 히나미 후우     |                 |                  |               |               |               |                 |
| 미사키 리온     | 미사키 리온     |                 |                  |               |               |               |                 |
| 레이미 우라라   | 레이미 우라라   |                 |                  |               |               |               |                 |

4명 이상의 톱스타를 배출한 것은 73기 이후 처음이며, 또한 소라구미 창설 이후 전 구미에서 톱스타가 취임하는 최초의 기수가 되었다.

## 주요 학생

### OG
- 유즈카 레이 : 전 하나구미 톱스타
- 츠키시로 카나토 : 전 츠키구미 톱스타
- 레이 마코토 : 전 호시구미 톱스타
- 마나키 레이카 : 전 츠키구미 톱여역
- 히나미 후우 : 전 호시구미 톱여역
- 미사키 리온 : 전 소라구미 톱여역
- 호시노 안리 : 전 유키구미 여역
- 레이미 우라라 : 전 소라구미 여역

### 현역
- 아사미 준 : 유키구미 톱스타
- 사쿠라기 미나토 : 소라구미 톱스타
- 미나미 마이토 : 소라구미 남역
- 세오 유리아 : 유키구미 남역
- 키즈키 유우마 : 전과 남역

## 일람 (9/45)
| 예명            | 생일      | 출신지                  | 출신 학교                         | 예명의 유래                                                 | 애칭                 | 역할 | 퇴단년도 | 비고                                            |
| --------------- | --------- | ----------------------- | --------------------------------- | ----------------------------------------------------------- | -------------------- | ---- | -------- | ----------------------------------------------- |
| 礼真琴          | 12월 2일  | 도쿄도 에도가와구       | 토카이대학부속 우라야스고등학교   | 유즈키 레온에서 한글자, 본명에서 한글자                     | COTO, 마콧쨩         | 남역 | 2025년   |                                                 |
| 레이 마코토     | 12월 2일  | 도쿄도 에도가와구       | 토카이대학부속 우라야스고등학교   | 유즈키 레온에서 한글자, 본명에서 한글자                     | COTO, 마콧쨩         | 남역 | 2025년   |                                                 |
| ひろ香祐        | 9월 24일  | 아이치현 나고야시       | 아이치공업대학부속중학교          | 본명이랑 엄마의 이름에서                                    | 코링, 히-로-         | 남역 |          |                                                 |
| 히로카 유우     | 9월 24일  | 아이치현 나고야시       | 아이치공업대학부속중학교          | 본명이랑 엄마의 이름에서                                    | 코링, 히-로-         | 남역 |          |                                                 |
| 水美舞斗        | 6월 28일  | 오사카부 네야가와시     | 오사카국제대 와다중학교           |                                                             | 미나미, 마이티       | 남역 |          |                                                 |
| 미나미 마이토   | 6월 28일  | 오사카부 네야가와시     | 오사카국제대 와다중학교           |                                                             | 미나미, 마이티       | 남역 |          |                                                 |
| 実咲凜音        | 7월 5일   | 효고현 고베시           | 효고현립 스마토모가오카고등학교   |                                                             | 리온, 미리온         | 여역 | 2017년   |                                                 |
| 미사키 리온     | 7월 5일   | 효고현 고베시           | 효고현립 스마토모가오카고등학교   |                                                             | 리온, 미리온         | 여역 | 2017년   |                                                 |
| 妃海風          | 4월 12일  | 오사카부 스이타시       | 오사카부립 키타센리고등학교       |                                                             | 후-쨩, 유우카        | 여역 | 2016년   |                                                 |
| 히나미 후우     | 4월 12일  | 오사카부 스이타시       | 오사카부립 키타센리고등학교       |                                                             | 후-쨩, 유우카        | 여역 | 2016년   |                                                 |
| 晴音アキ        | 10월 19일 | 도쿄도 세타가야구       | 토요에이와죠가쿠인 고등부         |                                                             | 하루노, 파루         | 여역 | 2022년   |                                                 |
| 하루네 아키     | 10월 19일 | 도쿄도 세타가야구       | 토요에이와죠가쿠인 고등부         |                                                             | 하루노, 파루         | 여역 | 2022년   |                                                 |
| 愛すみれ        | 3월 17일  | 오사카부 토요노군       | 바이카중학교                      |                                                             | 아리, 아이미         | 여역 |          |                                                 |
| 아이 스미레     | 3월 17일  | 오사카부 토요노군       | 바이카중학교                      |                                                             | 아리, 아이미         | 여역 |          |                                                 |
| 彩花まり        | 1월 26일  | 도쿄도 이타바시구       | 성심여자학원 고등부               |                                                             | 시오리, 시-짱        | 여역 | 2017년   |                                                 |
| 아야카 마리     | 1월 26일  | 도쿄도 이타바시구       | 성심여자학원 고등부               |                                                             | 시오리, 시-짱        | 여역 | 2017년   |                                                 |
| 花瑛ちほ        | 11월 17일 | 치바현 치바시           | 히노데가쿠엔 고등학교             |                                                             | 히-쨩, 치호          | 여역 | 2015년   |                                                 |
| 하나에 치호     | 11월 17일 | 치바현 치바시           | 히노데가쿠엔 고등학교             |                                                             | 히-쨩, 치호          | 여역 | 2015년   |                                                 |
| 涼華まや        | 8월 18일  | 효고현 고베시           | 쿠레스키루 하이스쿨               |                                                             | 마야, 스즈           | 여역 | 2017년   |                                                 |
| 스즈카 마야     | 8월 18일  | 효고현 고베시           | 쿠레스키루 하이스쿨               |                                                             | 마야, 스즈           | 여역 | 2017년   |                                                 |
| 桜路薫          | 3월 20일  | 효고현 니시노미야시     | 니시노미야시립 니시노미야고등학교 |                                                             | 나오, 나오퐁, OUJI   | 남역 |          |                                                 |
| 오우지 가오루   | 3월 20일  | 효고현 니시노미야시     | 니시노미야시립 니시노미야고등학교 |                                                             | 나오, 나오퐁, OUJI   | 남역 |          |                                                 |
| 桜木みなと      | 12월 27일 | 카나가와현 요코하마시   | 카나가와현립 카나가와종합고등학교 | 사쿠라기쵸, 요코하마항, 미나미토미라이21                    | 즌                   | 남역 |          |                                                 |
| 사쿠라기 미나토 | 12월 27일 | 카나가와현 요코하마시   | 카나가와현립 카나가와종합고등학교 | 사쿠라기쵸, 요코하마항, 미나미토미라이21                    | 즌                   | 남역 |          |                                                 |
| 楓ゆき          | 2월 21일  | 이바라키현 히타치시     | 이바라키현립 히타치제2고등학교    |                                                             | 탄, 탄코             | 여역 | 2021년   |                                                 |
| 카에데 유키     | 2월 21일  | 이바라키현 히타치시     | 이바라키현립 히타치제2고등학교    |                                                             | 탄, 탄코             | 여역 | 2021년   |                                                 |
| 愛希れいか      | 8월 21일  | 후쿠이현 사카이시       | 사카이시립사카이중학교            |                                                             | 아사피, 챠피         | 남역 | 2018년   | 2011년, 여역으로 전환                           |
| 마나키 레이카   | 8월 21일  | 후쿠이현 사카이시       | 사카이시립사카이중학교            |                                                             | 아사피, 챠피         | 남역 | 2018년   | 2011년, 여역으로 전환                           |
| 紫りら          | 11월 6일  | 아오모리현 미사와시     | 미사와시립제1중학교               |                                                             | 표표, 리라           | 여역 | 2025년   |                                                 |
| 무라사키 리라   | 11월 6일  | 아오모리현 미사와시     | 미사와시립제1중학교               |                                                             | 표표, 리라           | 여역 | 2025년   |                                                 |
| 実羚淳          | 9월 16일  | 효고현 다카라즈카시     | 효고현립 다카라즈카키타고등학교   |                                                             | 유이치               | 남역 | 2020년   |                                                 |
| 미레이 준       | 9월 16일  | 효고현 다카라즈카시     | 효고현립 다카라즈카키타고등학교   |                                                             | 유이치               | 남역 | 2020년   |                                                 |
| 月城かなと      | 12월 31일 | 카나가와현 요코하마시   | 덴엔쵸후가쿠엔 고등부             |                                                             | 레이코               | 남역 | 2024년   |                                                 |
| 츠키시로 카나토 | 12월 31일 | 카나가와현 요코하마시   | 덴엔쵸후가쿠엔 고등부             |                                                             | 레이코               | 남역 | 2024년   |                                                 |
| 真鳳つぐみ      | 1월 7일   | 도쿄도 나카노구         | 칸토국제고등학교                  |                                                             | 쇼미 쇼우미          | 여역 | 2022년   |                                                 |
| 마호 츠구미     | 1월 7일   | 도쿄도 나카노구         | 칸토국제고등학교                  |                                                             | 쇼미 쇼우미          | 여역 | 2022년   |                                                 |
| 真みや涼子      | 8월 22일  | 카나가와현 요코하마시   | 요코하마야마테여자고등학교        |                                                             | 카지                 | 여역 | 2016년   |                                                 |
| 마미야 료코     | 8월 22일  | 카나가와현 요코하마시   | 요코하마야마테여자고등학교        |                                                             | 카지                 | 여역 | 2016년   |                                                 |
| 柚香光          | 3월 5일   | 도쿄도 스기나미구       | 스기나미구립 이즈미중학교         |                                                             | 레이, 레-양, 레이콩  | 남역 | 2024년   |                                                 |
| 유즈카 레이     | 3월 5일   | 도쿄도 스기나미구       | 스기나미구립 이즈미중학교         |                                                             | 레이, 레-양, 레이콩  | 남역 | 2024년   |                                                 |
| 輝月ゆうま      | 9월 6일   | 효고현 고베시           | 코난여자고등학교                  |                                                             | 마유퐁, 유우마       | 남역 |          |                                                 |
| 키즈키 유우마   | 9월 6일   | 효고현 고베시           | 코난여자고등학교                  |                                                             | 마유퐁, 유우마       | 남역 |          |                                                 |
| 七生眞希        | 11월 15일 | 도쿄도 이나기시         | 일본여자대학부속 고등학교         |                                                             | 마리나               | 남역 | 2021년   |                                                 |
| 나나오 마키     | 11월 15일 | 도쿄도 이나기시         | 일본여자대학부속 고등학교         |                                                             | 마리나               | 남역 | 2021년   |                                                 |
| 星乃あんり      | 9월 8일   | 후쿠오카현 후쿠오카시   | 나카무라학원 여자고등학교         |                                                             | 히로코, 피노코       | 여억 | 2017년   | 동생 하루히 우라라 (97)                         |
| 호시노 안리     | 9월 8일   | 후쿠오카현 후쿠오카시   | 나카무라학원 여자고등학교         |                                                             | 히로코, 피노코       | 여억 | 2017년   | 동생 하루히 우라라 (97)                         |
| 朝美絢          | 11월 6일  | 카나가와현 가마쿠라시   | 키요미즈죠가쿠인                  | 오구리 슌의 아빠 (오구리 테츠야)의 지인의 무대감독이 지어줌 | 아사미, 아-사J       | 남역 |          |                                                 |
| 아사미 준       | 11월 6일  | 카나가와현 가마쿠라시   | 키요미즈죠가쿠인                  | 오구리 슌의 아빠 (오구리 테츠야)의 지인의 무대감독이 지어줌 | 아사미, 아-사J       | 남역 |          |                                                 |
| 愛羽ふぶき      | 10월 28일 | 사이타마현 히키군       | 도쿄농업대학제3고등학교           |                                                             | 토미오               | 남역 | 2012년   | 엄마 마후에 히비키 (63)                         |
| 아이하 후부키   | 10월 28일 | 사이타마현 히키군       | 도쿄농업대학제3고등학교           |                                                             | 토미오               | 남역 | 2012년   | 엄마 마후에 히비키 (63)                         |
| 凰津りさ        | 4월 16일  | 토야마현 토야마시       | 토야마현립 쿠레하고등학교         |                                                             | LISA                 | 남역 | 2014년   |                                                 |
| 오우츠 리사     | 4월 16일  | 토야마현 토야마시       | 토야마현립 쿠레하고등학교         |                                                             | LISA                 | 남역 | 2014년   |                                                 |
| こと華千乃      | 7월 7일   | 오사카부 토요나카구     | 성보피승천학원고등학교            |                                                             | 치노, 치-노          | 여역 | 2013년   |                                                 |
| 코토카 치노     | 7월 7일   | 오사카부 토요나카구     | 성보피승천학원고등학교            |                                                             | 치노, 치-노          | 여역 | 2013년   |                                                 |
| 天月翼          | 12월 7일  | 사이타마현 사이타마시   | 도쿄가정대학부속 여자고등학교     |                                                             | 아마츠키, 카호리     | 남역 |          |                                                 |
| 아마츠키 츠바사 | 12월 7일  | 사이타마현 사이타마시   | 도쿄가정대학부속 여자고등학교     |                                                             | 아마츠키, 카호리     | 남역 |          |                                                 |
| 伶美うらら      | 5월 30일  | 오사카부 오사카시       | 오사카부립 키야미즈타니고등학교   |                                                             | 유-리                | 여역 | 2017년   |                                                 |
| 레이미 우라라   | 5월 30일  | 오사카부 오사카시       | 오사카부립 키야미즈타니고등학교   |                                                             | 유-리                | 여역 | 2017년   |                                                 |
| 早桃さつき      | 5월 17일  | 도쿄도 코토구           | 후지미가오카고등학교              |                                                             | 사모모, 사치         | 여역 | 2018년   |                                                 |
| 사모모 사츠키   | 5월 17일  | 도쿄도 코토구           | 후지미가오카고등학교              |                                                             | 사모모, 사치         | 여역 | 2018년   |                                                 |
| 美里夢乃        | 3월 10일  | 카고시마현 카고시마시   | 카고시마현립 타케오카다이고등학교 | 제일 좋아하는 고향을 생각하며                               | 밋코, 밋키-          | 여역 | 2017년   |                                                 |
| 미사토 유메노   | 3월 10일  | 카고시마현 카고시마시   | 카고시마현립 타케오카다이고등학교 | 제일 좋아하는 고향을 생각하며                               | 밋코, 밋키-          | 여역 | 2017년   |                                                 |
| 白峰ゆり        | 1월 1일   | 시가현 오오츠시         | 시가현립 히가시오오츠고등학교     |                                                             | 우키                 | 여역 | 2023년   |                                                 |
| 시라미네 유리   | 1월 1일   | 시가현 오오츠시         | 시가현립 히가시오오츠고등학교     |                                                             | 우키                 | 여역 | 2023년   |                                                 |
| 朝央れん        | 2월 11일  | 도쿄도 이나기시         | 덴엔쵸후가쿠엔 고등부             |                                                             | 유우코, 렌           | 남역 | 2018년   |                                                 |
| 아사오 렌       | 2월 11일  | 도쿄도 이나기시         | 덴엔쵸후가쿠엔 고등부             |                                                             | 유우코, 렌           | 남역 | 2018년   |                                                 |
| 妃桜ほのり      | 1월 25일  | 도쿄도 키타구           | 세이비가쿠엔중학교                |                                                             | 호노리               | 여역 | 2016년   |                                                 |
| 히자쿠라 호노리 | 1월 25일  | 도쿄도 키타구           | 세이비가쿠엔중학교                |                                                             | 호노리               | 여역 | 2016년   |                                                 |
| 和城るな        | 8월 16일  | 오사카부 모리구치시     | 오사카시립 오기마치종합고등학교   |                                                             | 푸치, LUNA           | 남역 | 2016년   |                                                 |
| 카즈시로 루나   | 8월 16일  | 오사카부 모리구치시     | 오사카시립 오기마치종합고등학교   |                                                             | 푸치, LUNA           | 남역 | 2016년   |                                                 |
| 逢月あかり      | 12월 14일 | 도쿄도 세타가야구       | 키치죠여자고등학교                |                                                             | 아카리               | 여역 | 2015년   |                                                 |
| 오우즈키 아카리 | 12월 14일 | 도쿄도 세타가야구       | 키치죠여자고등학교                |                                                             | 아카리               | 여역 | 2015년   |                                                 |
| 美蘭レンナ      | 12월 23일 | 오사카부 오사카시       | 테즈카야마가쿠인고등학교          |                                                             | 미미탄               | 여역 | 2014년   | 언니 아마키 토니카 (92) 언니 키라미 루이세 (94) |
| 미란 렌나       | 12월 23일 | 오사카부 오사카시       | 테즈카야마가쿠인고등학교          |                                                             | 미미탄               | 여역 | 2014년   | 언니 아마키 토니카 (92) 언니 키라미 루이세 (94) |
| 雪華さくら      | 7월 25일  | 쿠마모토현 쿠마모토시   | 쿠마모토시립 히츠유칸고등학교     |                                                             | 사쿠, 사키           | 여역 | 2012년   |                                                 |
| 유키하나 사쿠라 | 7월 25일  | 쿠마모토현 쿠마모토시   | 쿠마모토시립 히츠유칸고등학교     |                                                             | 사쿠, 사키           | 여역 | 2012년   |                                                 |
| 真衣ひなの      | 3월 3일   | 시가현 쿠사츠시         | 쿠사츠시립 쿠사츠중학교           |                                                             | 히나노               | 여역 | 2016년   |                                                 |
| 마이 히나노     | 3월 3일   | 시가현 쿠사츠시         | 쿠사츠시립 쿠사츠중학교           |                                                             | 히나노               | 여역 | 2016년   |                                                 |
| 瀬央ゆりあ      | 6월 15일  | 히로시마현 히로시마시   | 히로시마죠가쿠인 고등학교         |                                                             | 세옷치, 나오밍       | 남역 |          |                                                 |
| 세오 유리아     | 6월 15일  | 히로시마현 히로시마시   | 히로시마죠가쿠인 고등학교         |                                                             | 세옷치, 나오밍       | 남역 |          |                                                 |
| 麗奈ゆう        | 11월 29일 | 토치기현 아시카가시     | 사노일본대학중학교                |                                                             | 밋체루, 밋치, MICCHI | 남역 | 2012년   |                                                 |
| 레이나 유우     | 11월 29일 | 토치기현 아시카가시     | 사노일본대학중학교                |                                                             | 밋체루, 밋치, MICCHI | 남역 | 2012년   |                                                 |
| 優ひかる        | 7월 16일  | 야마나시현 코슈시       | 야마나시에이와중학교              |                                                             | 히카루, 쥬쥬         | 남역 | 2018년   |                                                 |
| 유 히카루       | 7월 16일  | 야마나시현 코슈시       | 야마나시에이와중학교              |                                                             | 히카루, 쥬쥬         | 남역 | 2018년   |                                                 |
| 留美絢          | 11월 15일 | 후쿠오카현 후쿠야마시   | 후쿠오카현립 슈유칸고등학교       |                                                             | 앤디                 | 남역 | 2015년   |                                                 |
| 루미 준         | 11월 15일 | 후쿠오카현 후쿠야마시   | 후쿠오카현립 슈유칸고등학교       |                                                             | 앤디                 | 남역 | 2015년   |                                                 |
| 蓮珠こうき      | 6월 14일  | 도쿄도 히가시무라야마시 | 도쿄도립 쿠루메니시고등학교       |                                                             | 맛토, 맛츄           | 남역 | 2012년   |                                                 |
| 렌쥬 코우키     | 6월 14일  | 도쿄도 히가시무라야마시 | 도쿄도립 쿠루메니시고등학교       |                                                             | 맛토, 맛츄           | 남역 | 2012년   |                                                 |
| 萌吹まほろ      | 11월 19일 | 치바현 마츠도시         | 쥰토쿠여자고등학교                | 본명과 만요슈                                               | 마호로, 모에다       | 남역 | 2009년   | 초무대 휴연. 복귀하지 않은 채로 퇴단            |
| 모에부키 마호로 | 11월 19일 | 치바현 마츠도시         | 쥰토쿠여자고등학교                | 본명과 만요슈                                               | 마호로, 모에다       | 남역 | 2009년   | 초무대 휴연. 복귀하지 않은 채로 퇴단            |